# Nilea laevis
Nilea laevis là một loài ruồi trong họ Tachinidae.